# Megathecla
Megathecla là một chi bướm ngày thuộc họ Lycaenidae.